# ويليامسون (جورجيا)
ويليامسون (بالإنجليزية: Williamson, Georgia)‏ هي بلدة تقع في مقاطعة بايك، جورجيا بولاية جورجيا في الولايات المتحدة. تبلغ مساحتها 1.6 (كم²)، وترتفع عن سطح البحر 281 م، بلغ عدد سكانها 297 نسمة في عام 2000 حسب إحصاء مكتب تعداد الولايات المتحدة وتصل الكثافة السكانية فيها 185.6 نسمة/كم2.

## وصلات خارجية
- williamson-ga.us
- The US50 - Cities and Towns in Georgia State
- Georgia Cities and Towns, Facts, Map, Flag, Colleges, Government, and More